# Juizados de Violência Doméstica e Familiar contra a Mulher
Juizados de Violência Doméstica e Familiar contra a Mulher são órgãos do judiciário estadual brasileiro que julgam causas de violência doméstica e familiar contra mulheres. Possuem competência cível e criminal, podendo funcionar como juízos de pronúncia de crimes de feminicídio. São regidos pela Lei Maria da Penha, não havendo nenhuma aplicação da Lei 9.099/95, que regula os Juizados Especiais.
Segundo o Conselho Nacional de Justiça, há poucos juizados desta natureza instalados no interior do país em 2017.